# Chúng ta của hiện tại
"Chúng ta của hiện tại" là một bài hát được thu âm bởi nam ca sĩ kiêm sáng tác nhạc người Việt Nam Sơn Tùng M-TP nằm trong album phòng thu đầu tay của anh, Chúng ta (2020). Bài hát được Sơn Tùng M-TP sáng tác và thể hiện, phát hành vào ngày 20 tháng 12 năm 2020 cùng với video âm nhạc trên YouTube với vai trò đĩa đơn mở đường cho album. Đây là ca khúc đĩa đơn tiếp theo của nam ca sĩ trong năm 2020 sau "Có chắc yêu là đây".
Bài hát đã đạt được nhiều thành công lớn. "Chúng ta của hiện tại" đã ra mắt ở vị trí quán quân trên bảng xếp hạng Billboard LyricFind Global Chart, trở thành bài hát thứ 2 của Sơn Tùng M-TP đạt đỉnh tại vị trí thứ nhất (sau "Hãy trao cho anh"). Tại Việt Nam, bài hát mở màn tại vị trí thứ 10 trên Billboard Vietnam Top Vietnamese Songs, và vị trí thứ 14 trên Billboard Vietnam Hot 100 sau hơn 1 năm phát hành, khi hai bảng xếp hạng này được ra mắt chính thức. Video âm nhạc của bài hát đạt giải "Music Video của năm" tại WeChoice Awards 2020.

## Bối cảnh và phát hành
Vào ngày 7 tháng 12, Sơn Tùng M-TP đăng một bức ảnh trên Facebook chính thức của mình, nội dung bức ảnh chính là Hải Tú diễn viên độc quyền mới đầu quân cho công ty M-TP Talent, nhiều người suy đoán rằng anh đang nhá hàng cho sản phẩm âm nhạc mới của mình. Sau nhiều ngày nhá hàng cho MV mới, ngày 15 tháng 12, anh đã công bố áp phích quảng bá lên Facebook. Vào ngày 17 tháng 12, Sơn Tùng chính thức phát trailer cho video âm nhạc mới Chúng ta của hiện tại được đăng tải lên YouTube. Một ngày trước ngày phát hành, album "Chúng ta" đã được Sơn Tùng công bố trên Facebook và thông báo cho phép đặt trước bài hát trên Apple Music.

## Video âm nhạc
MV của bài hát được ra mắt vào lúc 20:20 (GMT +7) trên YouTube nhờ tính năng công chiếu trực tiếp của trang web. Trước khi công chiếu, MV cho phép người xem được đặt lời nhắc trước. Bối cảnh MV dẫn khán giả trở về những thập niên trước với phong cách retro vintage dễ chịu.

### Nội dung
Câu chuyện kể về một trùm mafia trẻ tuổi. Mở đầu câu chuyện là cuộc họp của các ông lớn có quyền lực. Giữa những tiếng cãi cọ và chỉ tay vào mặt nhau. Anh ta là một trùm "mafia" trẻ tuổi, tuy mọi người đang tranh cãi với nhau nhưng đều có chung một mục đích đó là lật đổ anh chàng này, vì anh ấy quá tài giỏi hơn những người đi trước. Người ngồi đối diện cũng là một ông trùm có tiếng, ông ta cũng đang âm mưu lật đổ anh chàng mafia này. Anh hiên ngang bước ra khỏi cuộc hợp với vẻ mặt đầy tự tin. Trong lúc bước vào xe, anh ta thấy một cô gái, ngây thơ hồn nhiên. Về đến nhà anh ta lại suy nghĩ, không biết cô gái ấy là ai. Đến nỗi, anh ta tự tưởng tượng trong đầu, lá vàng rơi, cô gái đang nhảy múa. Anh ta gọi cho đàn em cận vệ tìm hiểu về cô gái đó.

#### Phần kết
Cái kết của MV khiến khán giả hoang mang và không ít người đặt ra nghi vấn. Đặc biệt phần after-credit của MV đã mở ra một không gian, bối cảnh - thời gian hoàn toàn khác, càng khiến không ít khán giả đặt ra câu hỏi liệu có phần kế tiếp của MV.

## Thành tích thương mại
Theo ekip của Sơn Tùng M-TP, trên nền tảng YouTube, bài hát có lượt xem công chiếu ghi nhận ở thời gian thực là 1,5 triệu lượt xem, với thành tích này Sơn Tùng chính là nghệ sĩ solo có lượt xem video công chiếu trên YouTube cao nhất hiện tại chỉ sau 2 nhóm nhạc Hàn Quốc BTS và Blackpink. Video âm nhạc của bài hát lọt vào Top Trendings YouTube nhiều quốc gia như Đài Loan, Nhật Bản, Phần Lan, Hàn Quốc, Singapore, Séc, Thụy Điển, Canada, Hungary, Đức và Malaysia. "Chúng ta của hiện tại" ra mắt tại hạng 1 bảng xếp hạng LyricFind Global của Billboard. Gần 1 năm sau ngày phát hành, vào 14 tháng 1 năm 2022, hai bảng xếp hạng Billboard Vietnam Hot 100 và Billboard Top Vietnamese Songs được xuất bản, bài hát lần lượt xuất hiện tại vị trí 14 và 10.

## Quảng bá
Vào ngày 13 tháng 12, trên trang Fanpage chính thức của mình, Sơn Tùng M-TP đăng một bức ảnh với nội dung "Gọi Anh ! 1900 06 88 87". Cùng với đó, Hải Tú cũng đăng một bước ảnh trên trang Fanpage với nội dung "Nhắn Em [+84] 788 787 669". Điều đặc biệt là khi bạn thực sự gọi vào số máy 1900068887, đón chào bạn ở đầu dây bên kia chính là một đoạn thông điệp được thu âm sẵn của Sơn Tùng. Thông điệp mà Sơn Tùng truyền tải trong đoạn hội thoại này là: "Chúng ta chẳng thể vẹn nguyên những câu thề". Sơn Tùng M-TP đã hợp tác với VinFast để diễu hành một đoàn xe gồm một ô tô có dán áp phích và đoàn xe máy điện đằng sau quanh Thành phố Hồ Chí Minh nhằm quảng bá cho bài hát.

## Đánh giá
Để tăng tính tò mò và sự mong đợi của người hâm mô cũng như khán giả trước ngày ra mắt sản phẩm, Sơn Tùng M-TP mời ba nghệ sĩ của Việt Nam thưởng thức trước ca khúc của mình, đó chính là Trấn Thành, Đàm Vĩnh Hưng và Hồ Ngọc Hà.
Theo như chia sẻ của nghệ sĩ Trấn Thành: "Lần đầu tiên, sau nhiều năm mới thấy Tùng làm một bài về tình yêu, về nhạc tình chứ không phải là nhạc nhanh,... nói chung là vô cùng thú vị. Một cái trào lưu retro sẽ trở lại, tất cả chúng ta rồi sẽ lại thích những bài này bởi vì những bài này mình nghe hoài cũng sẽ không bị cũ, lúc nào cũng sẽ cảm thấy có gì đó rất là thanh xuân, rất là gợi cho chúng ta về những kỷ niệm đẹp."
Cùng với đó theo chia sẻ của ca sĩ Đàm Vĩnh Hưng: "Bản thân thấy rất bất ngờ với ca khúc. Lần đầu tiên được nghe một bản phối đơn giản, đó là cảm xúc vừa quen và cũng khá lạ, dường như bị “mê hoặc” ngay từ lúc mới nghe." Bên cạnh đó Đàm Vĩnh Hưng cho rằng: "Nếu có thể tăng thêm 2 số nữa trong tempo thì ca khúc sư mang đậm dấu ấn Sơn Tùng M-TP hơn."

## Tranh cãi
Cuối tháng 1 năm 2021, một tài khoản mạng xã hội đã đăng tải ca khúc "R&B All Night" của KnowKnow, đồng thời cho rằng "Chúng ta của hiện tại" và ca khúc này tương đồng về giai điệu. Cụ thể, người này cho rằng đoạn nhạc từ 5 phút 38 giây trong "Chúng ta của hiện tại" có nền nhạc giống với đoạn nhạc từ giây thứ 37 của "R&B All Night", đồng thời khẳng định hai ca khúc giống nhau đến 90%. Đến ngày 22 tháng 2 năm 2021, MV âm nhạc "Chúng ta của hiện tại" bị gỡ bỏ khỏi nền tảng YouTube vì lý do bị đánh bản quyền bởi một chủ tài khoản có tên là GC. Tài khoản GC cho rằng MV của Sơn Tùng M-TP sao chép phần nhạc cụ có tên "Is You Mine" phối theo phong cách của Bruno Mars. Cũng theo tài khoản này, nhà sản xuất của MV "Chúng ta của hiện tại" đã thừa nhận việc sao chép nhạc của anh, đồng thời khẳng định MV sẽ sớm được đăng tải trở lại.

## Thực hiện
Đội ngũ sản xuất ca khúc "Chúng ta của hiện tại" gồm:
- Sơn Tùng M-TP - hát chính, người viết bài hát
- Onionn - nhà sản xuất, hòa âm phối khí
- Nguyễn Thanh Tùng - đơn vị sản xuất
- Hải Tú - diễn viên
- Ben Phạm - giám đốc nghệ thuật

## Danh sách bài hát
Tải kỹ thuật số/phát trực tuyến
1. "Chúng ta của hiện tại" – 5:01

## Xếp hạng
| Bảng xếp hạng (2021)                | Vị trí cao nhất |
| ----------------------------------- | --------------- |
| LyricFind Global (Billboard)        | 1               |
| Vietnam (Billboard Vietnam Hot 100) | 14              |

## Lịch sử phát hành
| Quốc gia | Ngày                 | Định dạng                       | Hãng đĩa           | Ng.    |
| -------- | -------------------- | ------------------------------- | ------------------ | ------ |
| Toàn cầu | 20 tháng 12 năm 2020 | Tải kỹ thuật số phát trực tuyến | M-TP Entertainment | [ 18 ] |